# Відношення переваги
Відношення переваги в теорії споживання  (англ. Preference) — це формальний опис здатності споживача порівнювати (упорядковувати за бажаністю) різні альтернативи (споживчі набори, набори товарів). З математичної точки зору будь-яка система переваг є бінарним відношенням (передпорядку, строгого порядку або еквівалентності) на множині допустимих альтернатив.
Поняття переваг лежить в основі ординалістської (порядкової) теорії корисності. Споживачеві досить уміти порівнювати між собою різні альтернативи. Зокрема, якщо існує функція корисності, то її числові значення дозволяють проводити таке порівняння. Більше значення функції відповідає кращій альтернативі. При цьому корисність в ординалістській теорії є суб'єктивною, оскільки відсутній еталон і загальноприйняті одиниці її вимірювання. Тому самі числові значення і різниця між ними нічого не кажуть про рівень задоволеності споживача і ступінь переваги однієї альтернативи над іншою. В кардиналістській (числовій) теорії корисності числові значення, навпаки, свідчать і про рівень задоволеності споживача і про ступінь переваги альтернативи. Ординалістський підхід є основним у сучасній мікроекономіці. Проте це не виключає можливості оцінювати зміни корисності (добробуту споживача) в грошових одиницях (див. Компенсувальна варіація доходу і Еквівалентна варіація доходу).
Для теорії споживчого вибору основоположне значення мають раціональні переваги.
Поняття переваг поряд з бюджетним обмеженням використовується при постановці задачі споживача.

## Визначення

### Множина допустимих альтернатив
Множина допустимих альтернатив, на якій задається відношення переваги, може мати довільну, не обов'язково числову природу (див., наприклад, Парадокс Кондорсе). Однак найчастіше розглядають підмножини в {\displaystyle \mathbb {R} ^{L}}, які описуються числовими значеннями.
Нехай {\displaystyle l=1,2,...L} — доступні блага, які є нескінченно подільними. Кожна альтернатива (споживчий набір) описується впорядкованим набором {\displaystyle x=(x_{1},x_{2},...,x_{L})} і може бути ототожненою з точкою простору {\displaystyle \mathbb {R} ^{L}}. Множина всіх фізично допустимих наборів називається множиною допустимих альтернатив. Множина допустимих альтернатив загалом не збігається з {\displaystyle \mathbb {R} ^{L}} і може бути його невласною підмножиною {\displaystyle X\subset \mathbb {R} ^{L}}. Наприклад, можна припустити, що споживач робить вибір в невід'ємної ділянки {\displaystyle \mathbb {R} _{+}^{L}}.

### Відношення слабкої (нестрогої) переваги
Відношення (слабкої, нестрогої) переваги {\displaystyle \{\succeq \}} є бінарним повним (лінійним) відношенням передпорядку на множині допустимих альтернатив {\displaystyle X}, тобто має властивості:
1. Повнота: {\displaystyle \forall x,y\in X,x\succeq y\lor y\succeq x}
2. Транзитивність: {\displaystyle \forall x,y,z\in X} виконується {\displaystyle x\succeq y\land y\succeq z=>x\succeq z}

Із цих двох властивостей безпосередньо випливає також рефлексивність цього відношення, тобто {\displaystyle \forall x\in X,x\succeq x}.
Пара {\displaystyle (X,\succeq )} називається полем переваг. Запис {\displaystyle x\succeq y} означає, що споживач надає перевагу набору {\displaystyle x} порівняно з набором {\displaystyle y} або ці набори є рівноцінними для споживача; читається так: «{\displaystyle x} переважає над (або не гірший від, слабко кращий від) {\displaystyle y}», «{\displaystyle x} слабко переважає над {\displaystyle y}» або «{\displaystyle x} не гірший від {\displaystyle y}».

### Відношення строгої переваги
Відношення строгої переваги {\displaystyle \{\succ \}} визначається як бінарне відношення строгого порядку на множині допустимих альтернатив. Його можна визначити двома еквівалентними способами:
1. Асиметричність і від'ємна транзитивність:
- Асиметричність, тобто якщо істинне {\displaystyle x\succ y}, то хибне {\displaystyle y\succ x}
- Від'ємна транзитивність, тобто якщо одночасно хибні {\displaystyle x\succ y} і {\displaystyle y\succ z}, то хибне і {\displaystyle x\succ z}

2. Іррефлексивність і транзитивність
- Іррефлексивність, тобто не існує такого {\displaystyle x\in X}, що {\displaystyle x\succ x}
- Транзитивність: {\displaystyle x\succ y\land y\succ z=>x\succ z}

Запис {\displaystyle x\succ y} означає, що набір {\displaystyle x} для споживача кращий від набору {\displaystyle y}, читається як «x строго переважає y», «x краще від y».

### Відношення байдужості
Відношення байдужості {\displaystyle \{\sim \}} визначається як відношення еквівалентності на множині допустимих альтернатив, тобто задовольняє таким аксіомам:
- Рефлексивність: {\displaystyle \forall x,x\sim x}

- Симетричність: {\displaystyle \forall x,y,x\sim y<=>y\sim x}

- Транзитивність: {\displaystyle \forall x,y,z,x\sim y\land y\sim z<=>x\sim z}

Запис {\displaystyle x\sim y} означає, що ці набори є рівноцінними для споживача, читається як «x рівноцінне y», «x перебуває у відношенні байдужості до y».
Як і будь-яке відношення еквівалентності, відношення байдужості розбиває множину допустимих альтернатив на непересічні класи байдужості, кожен з яких складається з попарно еквівалентних (байдужих) наборів.
Слід зауважити, що визначене так відношення байдужості може виділити вельми неоднорідні класи еквівалентності. По-перше, це можуть бути реально (з точки зору споживача) еквівалентні набори. По-друге, це можуть бути непорівнянні альтернативи, між якими в такому випадку формально матиме місце відношення байдужості (бо немає критерію за яким можна надати перевагу одному з непорівнянних наборів). По-третє, байдужість також може бути пов'язана з відсутністю достатньої інформації про альтернативи.

### Неокласична система переваг
Система переваг ({\displaystyle \sim ,\succ ,\succeq }), що включає визначені вище відношення байдужості, строге і нестроге відношення переваги називається неокласичною, якщо вони взаємопов'язані «природно». У разі, якщо за основу взяти строге відношення переваги, то цей взаємозв'язок можна висловити так.
1. Нестрога перевага еквівалентна запереченню оберненої строгої переваги (тобто {\displaystyle x} «не гірше від» {\displaystyle y} еквівалентне тому, що {\displaystyle y} не «краще від» {\displaystyle x})
2. Відношення байдужості еквівалентне запереченню прямої й оберненої строгих переваг (тобто байдужість означає, що {\displaystyle x} не «краще від» і не «гірше від» {\displaystyle y}).
Якщо ж за основу брати нестроге відношення переваги, то відповідно:
1. Строга перевага еквівалентна тому, що має місце нестрога перевага і хибна обернена нестрога перевага, тобто: {\displaystyle x\succ y<=>x\succeq y\land \lnot (y\succeq x)}.
2. Відношення байдужості еквівалентне одночасній істинності «прямого» і «оберненого» відношень нестрогої переваги: {\displaystyle x\sim y<=>x\succeq y\land y\succeq x}
Для неокласичних уподобань виконуються такі властивості
- {\displaystyle \forall x,y\in X} виконується рівно одне з відношень {\displaystyle x\sim y,x\succ y} або {\displaystyle y\succ x}.
- {\displaystyle x\succeq y\land y\succ z=>x\succ z}
- {\displaystyle x\succ y\land y\succeq z=>x\succ z}

### Раціональна перевага
Перевага, що задовольняє властивостям повноти і транзитивності називається раціональною. З інтуїтивної точки зору раціональна перевага описує здатність споживача до внутрішньо узгодженого, несуперечливого вибору. Вона є необхідною (але не достатньою) умовою існування функції корисності.

## Властивості відношень переваги
Переваги називають локально ненасиченими, якщо для будь-якого допустимого набору {\displaystyle x\in X} у будь-якому його околі знайдеться інший допустимий набір {\displaystyle x\in X}, такий що {\displaystyle x'\succ x}.
Переваги називають монотонними, якщо для всіх {\displaystyle x\in X} і всіх {\displaystyle y\in X} з {\displaystyle x\geq y} випливає, що {\displaystyle x\succeq y} .
Переваги називають строго монотонними, якщо з {\displaystyle x\geq y} і {\displaystyle x\neq y} випливає {\displaystyle x\succ y} .
Властивість локальної ненасичуваності є найслабшою, оскільки випливає з монотонності і строгої монотонності. Монотонність своєю чергою випливає зі строгої монотонності. Інтуїтивно монотонність означає, що споживач надає перевагу більшій кількості благ, а не меншій.
Переваги називають неперервними, якщо для будь-яких збіжних послідовностей допустимих наборів {\displaystyle {x_{n}},{y_{n}}} ({\displaystyle x_{n}\in X,y_{n}\in X}), таких що {\displaystyle x_{n}\succ y_{n}} при всіх {\displaystyle n}, границі яких {\displaystyle x=\lim _{n\to \infty }x_{n}} і {\displaystyle y=\lim _{n\to \infty }y_{n}} є допустимими наборами ({\displaystyle x\in X}, {\displaystyle y\in X}), виконується {\displaystyle x\succ y} .
Переваги називають опуклими, якщо для всіх {\displaystyle x\in X} і всіх {\displaystyle y\in X}, таких що {\displaystyle x\succeq y}, і числа {\displaystyle \alpha \in \lbrack 0,1\rbrack }, виконується {\displaystyle \alpha x+(1-\alpha )y\succeq y} .
Переваги називають строго опуклими, якщо для всіх {\displaystyle x\in X} і всіх {\displaystyle y\in X}, таких що {\displaystyle x\succeq y}, і числа {\displaystyle \alpha \in \lbrack 0,1\rbrack }, виконується {\displaystyle \alpha x+(1-\alpha )y\succ y} .
Інтуїтивно опуклість означає, що споживачі віддають перевагу комбінації благ замість чистих наборів, що складаються переважного з одного блага.

## Функція корисності
Безпосереднє використовувати поняття переваг не завжди зручно. Особливо в тих випадках, коли множина альтернатив нескінченна (зокрема, незліченна). Тому зручно подавати переваги за допомогою функції корисності. Функція корисності кожному споживчому набору ставить у відповідність деяке дійсне число (корисність) так, що кращому набору присвоюється більше число. Наборам, що перебувають у відношенні байдужості, присвоюються однакові числа.
Функція корисності існує не завжди. Зокрема, її існування гарантується теоремою Дебре, згідно з якою для неперервних раціональних переваг завжди існує неперервна функція корисності, яка подає ці переваги.
Слід зазначити, що вимога транзитивності відношень переваги далеко не очевидна, а саме, якщо брати послідовно близькі набори благ, то вони попарно будуть байдужі споживачеві, а з транзитивності буде слідувати і байдужість між першим і останнім набором цієї послідовності, що очевидно не так (перший і останній набори вже відрізняються відчутно і не можуть бути еквівалентними). Тому іноді розглядають нетранзитивні відношення. В такому випадку можна показати, що якщо відношення нестрогої переваги є повним і замкнутим, то існує неперервна антисиметрична функція {\displaystyle f(x,y)}, така, що знак цієї функції визначає відношення суворої переваги і відношення байдужості (тобто якщо значення функції додатне, то {\displaystyle x} краще від {\displaystyle y} у сенсі строгої переваги, якщо від'ємне то {\displaystyle x} гірше від {\displaystyle y} у тому ж сенсі і, нарешті, якщо вона дорівнює нулю, то набори байдужі). Це так звана узагальнена функція корисності, що ставить у відповідність кожній парі альтернатив деяке число. Якщо існує також звичайна функція корисності, то узагальнена виражається через неї таким простим способом: {\displaystyle f(x,y)=u(x)-u(y)}.